# Dicrania unicolor
Dicrania unicolor är en skalbaggsart som beskrevs av Ernst Gustav Kraatz 1895. Dicrania unicolor ingår i släktet Dicrania och familjen Melolonthidae. Utöver nominatformen finns också underarten D. u. fulvicollis.